# Josep Pérez i Terraza
Josep Pérez i Terraza   (Mèrida, 1852 - Barcelona, 1906) fou un mestre d'obres espanyol.

## Biografia
Nascut a Extremadura, de jove es va traslladar a Barcelona, on va obtenir el títol el 4 de juny del 1872.,
Va morir el 27 d'octubre de 1906 amb només 54 anys, quan la seva obra començava a tenir un elevat nivell. Les seves obres més destacades són la torre Ignacsi Portabella i la Casa Enric Llorenç, que va rebre un diploma pòstum l'any 1907, i la decoració de la Farmàcia Madroñal. El seu estil estava comprès entre el l'eclecticisme, l'Historicisme i el Modernisme. Tres de les seves cases van ser seleccionades a l'exposició Quadrat d'Or amb motiu de l'Olimpíada Cultural del 1990, prèvia als Jocs Olímpics del 1992.

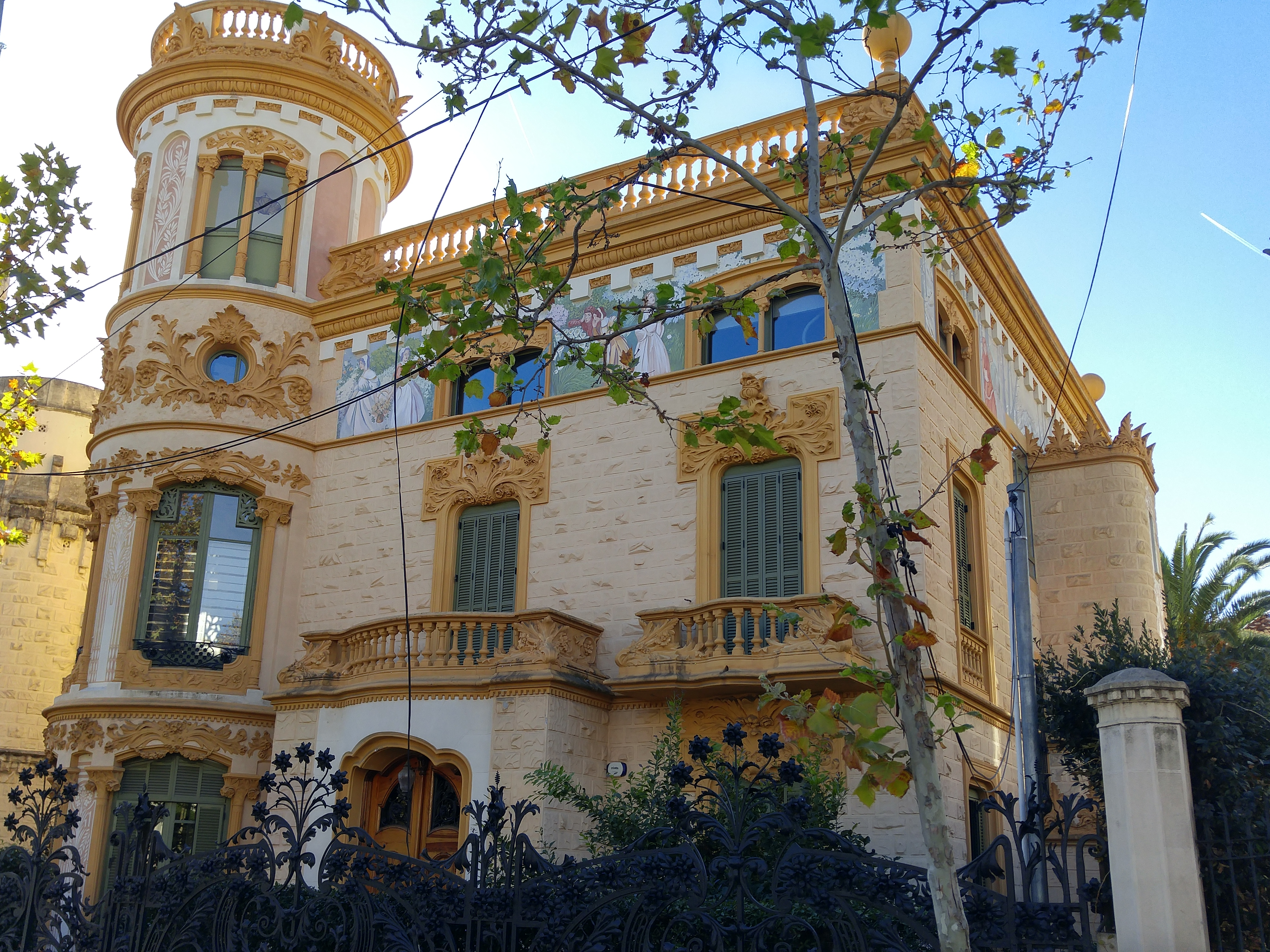
Torre Ignasi Portabella o Casa Bernat Creus